# Nectaropetalum zuluense
Nectaropetalum zuluense là một loài thực vật có hoa trong họ Erythroxylaceae. Loài này được (Schönland) Corbishley mô tả khoa học đầu tiên năm 1919.